# How It Feels to Be Run Over
How It Feels to Be Run Over er en britisk stumfilm fra 1900 af Cecil M. Hepworth.

## Medvirkende
- Cecil Hepworth
- May Clark